# Kanton Alto-di-Casaconi
Kanton Alto-di-Casaconi (francouzsky Canton d'Alto-di-Casaconi) je francouzský kanton v departementu Haute-Corse v regionu Korsika. Tvoří ho 13 obcí.

## Obce kantonu
- Bigorno
- Campile
- Campitello
- Canavaggia
- Crocicchia
- Lento
- Monte
- Olmo
- Ortiporio
- Penta-Acquatella
- Prunelli-di-Casacconi
- Scolca
- Volpajola